# マーベル・コミック
マーベル・コミック（英名: Marvel Comics）は、アメリカ合衆国のニューヨークに本社を置くウォルト・ディズニー・カンパニー傘下の漫画出版社（アメリカン・コミックス）である。

## 歴史

### タイムリー・コミックス
1939年にマーティン・グッドマンを社長に、その甥で当時十代のスタン・リーを編集に据え、「タイムリー・コミックス（Timely Comics）」としてグッドマンが所有していたニューヨーク42丁目（330 West 42nd Street）の事務所で 発足した。
第二次世界大戦中にヒューマントーチ、サブマリナー、キャプテン・アメリカなどの人気キャラクターを生み出し、コミック雑誌やペーパーバック小説を発売していた。

### アトラス・コミックス
第二次世界大戦後はヒーローものの人気が低下 しており、1949年には人気シリーズだった「マーベル・ミステリー・コミック」やヒューマントーチ、サブマリナーも中断、1950年にはキャプテン・アメリカを75号で中断した。
そのためグッドマンは、ホラーやウェスタン、ユーモア、動物もの、冒険活劇、モンスター、犯罪、戦争ものなどにジャンルを拡大した。さらにジャングルもの、恋愛ストーリー、スパイもの、中世や聖書がテーマのコミックもあった。
グッドマンは1951年より、自分が持っていた新聞販売流通会社「アトラス・ニュース（Atlas News Company）」の地球の形のロゴの使用を開始した。アトラスの戦略は、当時新しいものを生み出すと言うより、テレビや映画などで既に人気となっていたウェスタンやドライブインシアターで流行ったモンスターもの、「ECコミック」など競合誌からもヒントを得ていた。
1947年に「アトラス・コミックス（Atlas Comics）」と名を変えた。

### マーベル・コミックス
1961年に現在の「マーベル・コミックス」となる。競合誌の「DCコミックス」とともに、アメリカン・コミックを代表する著名なスーパーヒーローのほとんどを生み出した。
1982年には、日本の漫画「AKIRA」の原版を反転しカラー化して出版している。1984年には、タカラ（現：タカラトミー）のおもちゃを基にアニメよりも先行で作られたトランスフォーマーが大ヒットを記録、1992年には、アメコミ界初のゲイのヒーローが登場する作品の連載も始めた。
1980年代後半から徐々に経営が悪化し、一時はマイケル・ジャクソンが買収に乗り出したこともあったが、1997年に倒産し、「マーベル・エンターテインメント」として再稼働するも振るわず、2009年にウォルト・ディズニー・カンパニーに買収された。

### ウォルト・ディズニー・カンパニーによる買収
2009年8月31日、ウォルト・ディズニー・カンパニーは、40億ドルでマーベル・エンターテインメントを買収し、マーベル株主に対し、1株当たり30ドルとディズニー株0.745株を支払うことにした。株主投票は2009年12月31日におこなわれ、数時間で買収が決まった。

## 代表的な出版作品
- スパイダーマン（Spider-Man）
- デアデビル（Daredevil）
- キャプテン・アメリカ（Captain America）
- ハルク（Hulk）
- パニッシャー（Punisher）
- ファンタスティック・フォー（Fantastic Four）
- シルバーサーファー（Silver Surfer）
- ドクター・ストレンジ（Doctor Strange）
- アイアンマン（Iron Man）
- マイティ・ソー（Thor）
- ゴーストライダー（Ghost Rider）
- ウルヴァリン（Wolverine）
- ブレイド（Blade）
- ガーディアンズ・オブ・ギャラクシー（Guardians of the Galaxy）
- ヴェノム（Venom）
- アベンジャーズ（Avengers）
- X-MEN（X-Men）
- ムーンナイト
- アントマン
- インヒューマンズ（Inhumans）
- トランスフォーマー（Transformers）
- ビッグ・ヒーロー・シックス（Big Hero 6）
- キャプテン・マーベル（Captain Marvel）
- ミズ・マーベル（Ms. Marvel）
- ワスプ
- エターナルズ（Eternals）
- シャン・チー（Shang-Chi）
- マンティス
- シー・ハルク（She-Hulk）
- サンドマン（Sandman）
- エレクトラ（Elektra）
- ショーグン・ウォリアーズ
- ウォーマシン（War Machine）
- ペッパー・ポッツ
- ヴィジョン（Vision）
- グウェン・ステイシー
- ブラック・ウィドウ（Black Widow）
- ホークアイ（Hawkeye）
- クレイヴン・ザ・ハンター
- モービウス
- ブラックキャット（Black Cat）
- ビースト（Beast）
- ミスティーク（Mystique）
- プロフェッサーX（Professor X）
- ブラックパンサー
- ストーム（Storm）
- サイリーン
- ウォーパス（Warpath）
- アイスマン（Iceman）
- ナイトクローラー
- カイ・ザー
- ガンビット
- ペニー・パーカー
- マグニートー（Magneto）
- アイアンメイデン
- ロキ
- ライノ
- ドクター・ドゥーム
- アボミネーション
- クロウ
- ティンカラー
- ウルトロン

## 映像化作品

### テレビシリーズ

#### テレビドラマ
| 題名                                                              | シーズン | 話数 | 放送日（米国） / 配信日（米国） | 放送日（米国） / 配信日（米国） | 放送局/配信局      |
| 題名                                                              | シーズン | 話数 | シーズン初回                    | シーズン最終回                  | 放送局/配信局      |
| ----------------------------------------------------------------- | -------- | ---- | ------------------------------- | ------------------------------- | ------------------ |
| アメイジング・スパイダーマン The Amazing Spider-Man               | 1        | 14話 | 1977年9月14日                   | 1979年7月6日                    | CBS                |
| 超人ハルク The Incredible Hulk                                    | 1        | 10話 | 1978年3月10日                   | 1978年5月31日                   | CBS                |
| 超人ハルク The Incredible Hulk                                    | 2        | 22話 | 1978年11月22日                  | 1979年5月25日                   | CBS                |
| 超人ハルク The Incredible Hulk                                    | 3        | 23話 | 1979年11月21日                  | 1980年4月11日                   | CBS                |
| 超人ハルク The Incredible Hulk                                    | 4        | 18話 | 1980年11月7日                   | 1981年5月22日                   | CBS                |
| 超人ハルク The Incredible Hulk                                    | 5        | 7話  | 1981年10月2日                   | 1982年5月12日                   | CBS                |
| ミュータントX Mutant X                                            | Ⅰ        | 22話 | 2001年10月6日                   | 2002年7月6日                    | Syndicated         |
| ミュータントX Mutant X                                            | Ⅱ        | 22話 | 2002年10月5日                   | 2003年5月12日                   | Syndicated         |
| ミュータントX Mutant X                                            | Ⅲ        | 22話 | 2003年9月29日                   | 2004年5月17日                   | Syndicated         |
| ブレイド ブラッド・オブ・カソン Blade: The Series                 | 1        | 12話 | 2006年6月28日                   | 2006年9月13日                   | Spike              |
| エージェント・オブ・シールド Agent of Shield                      | 1        | 22話 | 2013年9月24日                   | 2014年5月13日                   | ABC                |
| エージェント・オブ・シールド Agent of Shield                      | 2        | 22話 | 2014年9月23日                   | 2015年5月12日                   | ABC                |
| エージェント・オブ・シールド Agent of Shield                      | 3        | 22話 | 2015年9月29日                   | 2016年5月17日                   | ABC                |
| エージェント・オブ・シールド Agent of Shield                      | 4        | 22話 | 2016年9月20日                   | 2017年5月16日                   | ABC                |
| エージェント・オブ・シールド Agent of Shield                      | 5        | 22話 | 2017年12月1日                   | 2018年5月18日                   | ABC                |
| エージェント・オブ・シールド Agent of Shield                      | 6        | 13話 | 2019年5月10日                   | 2019年8月2日                    | ABC                |
| エージェント・オブ・シールド Agent of Shield                      | 7        | 13話 | 2020年5月27日                   | 2017年11月10日                  | ABC                |
| エージェント・カーター Marvel's Agent Carter                      | 1        | 8話  | 2015年1月6日                    | 2015年2月24日                   | ABC                |
| エージェント・カーター Marvel's Agent Carter                      | 2        | 10話 | 2016年1月19日                   | 2016年3月1日                    | ABC                |
| デアデビル Marvel's Daredevil                                     | 1        | 13話 | 2015年4月10日                   | 2015年4月10日                   | Netflix            |
| デアデビル Marvel's Daredevil                                     | 2        | 13話 | 2016年3月18日                   | 2016年3月18日                   | Netflix            |
| デアデビル Marvel's Daredevil                                     | 3        | 13話 | 2018年10月19日                  | 2018年10月19日                  | Netflix            |
| ジェシカ・ジョーンズ Marvel's Jessica Jones                       | 1        | 13話 | 2015年11月20日                  | 2015年11月20日                  | Netflix            |
| ジェシカ・ジョーンズ Marvel's Jessica Jones                       | 2        | 13話 | 2018年3月8日                    | 2018年3月8日                    | Netflix            |
| ジェシカ・ジョーンズ Marvel's Jessica Jones                       | 3        | 13話 | 2019年6月14日                   | 2019年6月14日                   | Netflix            |
| ルーク・ケイジ Marvel's Luke Cage                                 | 1        | 13話 | 2016年9月30日                   | 2016年9月30日                   | Netflix            |
| ルーク・ケイジ Marvel's Luke Cage                                 | 2        | 13話 | 2018年6月22日                   | 2018年6月22日                   | Netflix            |
| レギオン Marvel's Legion                                          | 1        | 8話  | 2017年2月8日                    | 2017年3月29日                   | FX                 |
| レギオン Marvel's Legion                                          | 2        | 11話 | 2018年4月3日                    | 2018年6月12日                   | FX                 |
| レギオン Marvel's Legion                                          | 3        | 8話  | 2019年6月24日                   | 2019年8月12日                   | FX                 |
| アイアン・フィスト Marvel's Iron Fist                             | 1        | 13話 | 2017年3月17日                   | 2017年3月17日                   | Netflix            |
| アイアン・フィスト Marvel's Iron Fist                             | 2        | 10話 | 2018年9月7日                    | 2018年9月7日                    | Netflix            |
| ザ・ディフェンダーズ Marvel's The Defenders                       | 1        | 8話  | 2017年8月18日                   | 2017年8月18日                   | Netflix            |
| インヒューマンズ Marvel's Inhumans                                | 1        | 8話  | 2017年9月29日                   | 2017年11月10日                  | ABC                |
| ギフテッド 新世代X-MEN誕生 The Gifted                             | 1        | 13話 | 2017年10月2日                   | 2018年1月15日                   | Fox                |
| ギフテッド 新世代X-MEN誕生 The Gifted                             | 2        | 16話 | 2018年9月25日                   | 2019年2月26日                   | Fox                |
| パニッシャー Marvel's Punisher                                    | 1        | 13話 | 2017年11月17日                  | 2017年11月17日                  | Netflix            |
| パニッシャー Marvel's Punisher                                    | 2        | 13話 | 2019年1月18日                   | 2019年1月18日                   | Netflix            |
| ランナウェイズ Marvel's Runaways                                  | 1        | 10話 | 2017年11月21日                  | 2018年1月9日                    | Hulu               |
| ランナウェイズ Marvel's Runaways                                  | 2        | 13話 | 2018年12月21日                  | 2018年12月21日                  | Hulu               |
| ランナウェイズ Marvel's Runaways                                  | 3        | 10話 | 2019年12月13日                  | 2019年12月13日                  | Hulu               |
| クローク&ダガー Marvel's Cloak & Dagger                           | 1        | 10話 | 2018年6月7日                    | 2018年8月2日                    | フリーフォーム     |
| クローク&ダガー Marvel's Cloak & Dagger                           | 2        | 10話 | 2019年4月4日                    | 2019年5月30日                   | フリーフォーム     |
| ヘルストローム Helstrom                                           | 1        | 10話 | 2020年10月16日                  | 2020年10月16日                  | Hulu               |
| ワンダヴィジョン WandaVision                                      | 1        | 9話  | 2021年1月15日                   | 2021年3月5日                    | Disney+            |
| ファルコン&ウィンター・ソルジャー The Falcon & The Winter Soldier | 1        | 6話  | 2021年3月19日                   | 2021年4月23日                   | Disney+            |
| ロキ Loki                                                         | 1        | 6話  | 2021年6月9日                    | 2021年7月14日                   | Disney+            |
| ロキ Loki                                                         | 2        | 6話  | 2023年10月6日                   | 2023年11月10日                  | Disney+            |
| ホークアイ Hawkeye                                                | 1        | 6話  | 2021年11月24日                  | 2021年12月29日                  | Disney+            |
| ホークアイ Hawkeye                                                | 2        | 6話  | -                               | -                               | Disney+            |
| ムーンナイト Moon Knight                                          | 1        | 6話  | 2022年3月30日                   | 2022年5月4日                    | Disney+            |
| ミズ・マーベル Ms. Marvel                                         | 1        | 6話  | 2022年6月8日                    | 2022年7月13日                   | Disney+            |
| シー・ハルク:ザ・アトーニー She Hulk: Attorney at Law             | 1        | 9話  | 2022年8月17日                   | 2022年10月12日                  | Disney+            |
| シークレット・インベージョン Secret Invasion                      | 1        | 6話  | 2023年6月21日                   | 2023年7月26日                   | Disney+            |
| エコー Echo                                                       | 1        | 5話  | 2024年1月10日                   | 2024年1月10日                   | Disney+            |
| アガサ・オール・アロング Agatha All Along                         | 1        | 9話  | 2024年9月19日                   | 2024年11月7日                   | Disney+            |
| デアデビル: ボーン・アゲイン Daredevil: Born Again                | 1        | 9話  | 2025年3月5日                    | 2025年4月30日                   | Disney+            |
| デアデビル: ボーン・アゲイン Daredevil: Born Again                | 2        | 9話  | 2026年3月                       | -                               | Disney+            |
| アイアンハート Ironheart                                          | 1        | 6話  | 2025年6月24日                   | 2025年7月1日                    | Disney+            |
| Wonder Man                                                        | 1        | 8話  | 2025年12月                      | -                               | Disney+            |
| Spider-Noir                                                       | 1        | 8話  | 2026年                          | -                               | Amazon Prime Video |

#### テレビスペシャル
| 題名                                                                                                | 配信日         | 配信局  |
| --------------------------------------------------------------------------------------------------- | -------------- | ------- |
| ウェアウルフ・バイ・ナイト Werewolf by Night                                                        | 2022年10月7日  | Disney+ |
| ガーディアンズ・オブ・ギャラクシー ホリデー・スペシャル The Guardians of the Galaxy Holiday Special | 2022年11月25日 | Disney+ |
| The Punisher                                                                                        | 2026年2月      | Disney+ |

#### テレビアニメシリーズ
| 題名                                                                              | シーズン | 話数 | 放送日 / 配信日 | 放送日 / 配信日 | 放送局/配信局                             |
| 題名                                                                              | シーズン | 話数 | シーズン初回    | シーズン最終回  | 放送局/配信局                             |
| --------------------------------------------------------------------------------- | -------- | ---- | --------------- | --------------- | ----------------------------------------- |
| スパイダーマン Spider-Man                                                         | 1        | 20話 | 1967年9月9日    | 1968年1月20日   | ABC                                       |
| スパイダーマン Spider-Man                                                         | 2        | 19話 | 1968年9月14日   | 1969年1月18日   | ABC                                       |
| スパイダーマン Spider-Man                                                         | 3        | 13話 | 1970年3月22日   | 1970年6月14日   | ABC                                       |
| 宇宙忍者ゴームズ The Fantastic Four                                               | 1        | 19話 | 1967年9月9日    | 1968年9月21日   | ABC                                       |
| The New Fantastic Four                                                            | 1        | 13話 | 1978年9月9日    | 1978年12月16日  | NBC                                       |
| スパイダーマン&アメイジング・フレンズ Spider-Man and His Amazing Friends          | 1        | 24話 | 1981年9月12日   | 1983年11月5日   | NBC                                       |
| スパイダーマン Spider-Man                                                         | 1        | 26話 | 1981年9月12日   | 1982年3月6日    | 番組販売                                  |
| X-MEN                                                                             | 1        | 13話 | 1992年10月31日  | 1993年3月27日   | Fox Kids                                  |
| X-MEN                                                                             | 2        | 13話 | 1993年10月23日  | 1994年2月19日   | Fox Kids                                  |
| X-MEN                                                                             | 3        | 16話 | 1994年7月29日   | 1995年2月25日   | Fox Kids                                  |
| X-MEN                                                                             | 4        | 20話 | 1995年5月6日    | 1996年5月4日    | Fox Kids                                  |
| X-MEN                                                                             | 5        | 14話 | 1996年9月7日    | 1997年9月20日   | Fox Kids                                  |
| ファンタスティック・フォー Fantastic Four                                         | 1        | 26話 | 1994年9月24日   | 1996年2月24日   | ジェティックス                            |
| スパイダーマン Spider-Man: The Animated Series                                    | 1        | 13話 | 1994年11月19日  | 1995年6月11日   | Fox Kids                                  |
| スパイダーマン Spider-Man: The Animated Series                                    | 2        | 14話 | 1995年9月9日    | 1996年2月24日   | Fox Kids                                  |
| スパイダーマン Spider-Man: The Animated Series                                    | 3        | 14話 | 1996年4月27日   | 1996年11月23日  | Fox Kids                                  |
| スパイダーマン Spider-Man: The Animated Series                                    | 4        | 11話 | 1997年2月1日    | 1997年8月2日    | Fox Kids                                  |
| スパイダーマン Spider-Man: The Animated Series                                    | 5        | 13話 | 1997年9月12日   | 1998年1月31日   | Fox Kids                                  |
| アイアンマン Ironman                                                              | 1        | 13話 | 1996年4月1日    | 1996年7月1日    | ジェティックス                            |
| アイアンマン Ironman                                                              | 2        | 13話 | 1996年7月8日    | 1996年9月30日   | ジェティックス                            |
| スパイダーマン・アンリミテッド Spider-Man Unlimited                               | 1        | 13話 | 1999年10月2日   | 2001年3月31日   | Fox Kids                                  |
| スパイダーマン 新アニメシリーズ Spider-Man: The New Animated Series               | 1        | 13話 | 2003年7月11日   | 2003年9月12日   | MTV                                       |
| 超人ハルク The Incredible Hulk                                                    | 1        | 13話 | 2006年12月3日   | 2007年3月4日    | ディズニーXD                              |
| 超人ハルク The Incredible Hulk                                                    | 2        | 8話  | 2007年3月11日   | 2007年4月29日   | ディズニーXD                              |
| スペクタキュラー・スパイダーマン The Spectacular Spider-Man                       | 1        | 13話 | 2008年3月8日    | 2008年6月14日   | The CW                                    |
| スペクタキュラー・スパイダーマン The Spectacular Spider-Man                       | 2        | 13話 | 2009年6月22日   | 2009年11月18日  | The CW                                    |
| アイアンマン ザ・アドベンチャーズ Iron Man: Armored Adventures                    | 1        | 26話 | 2009年4月24日   | 2010年1月18日   | ニックトゥートーク                        |
| アイアンマン ザ・アドベンチャーズ Iron Man: Armored Adventures                    | 2        | 26話 | 2011年7月13日   | 2012年7月25日   | ニックトゥートーク                        |
| スーパー・ヒーロー・ギャング The Super Hero Squad Show                            | 1        | 26話 | 2009年9月14日   | 2010年2月20日   | カートゥーン ネットワーク                 |
| スーパー・ヒーロー・ギャング The Super Hero Squad Show                            | 2        | 26話 | 2010年10月23日  | 2011年10月14日  | カートゥーン ネットワーク                 |
| アベンジャーズ 地球最強のヒーロー The Avengers: Earth's Mightiest Heroes          | 1        | 26話 | 2010年10月20日  | 2011年6月26日   | ディズニーXD                              |
| アベンジャーズ 地球最強のヒーロー The Avengers: Earth's Mightiest Heroes          | 2        | 26話 | 2012年4月1日    | 2012年11月11日  | ディズニーXD                              |
| アルティメット・スパイダーマン Ultimate Spider-Man                                | 1        | 26話 | 2012年4月1日    | 2012年10月28日  | ディズニーXD                              |
| アルティメット・スパイダーマン Ultimate Spider-Man                                | 2        | 26話 | 2013年1月21日   | 2013年11月21日  | ディズニーXD                              |
| アルティメット・スパイダーマン Ultimate Spider-Man                                | 3        | 26話 | 2014年3月13日   | 2015年10月24日  | ディズニーXD                              |
| アルティメット・スパイダーマン Ultimate Spider-Man                                | 4        | 26話 | 2016年2月21日   | 2017年1月7日    | ディズニーXD                              |
| アベンジャーズ・アッセンブル Avengers Assemble                                    | 1        | 26話 | 2013年5月26日   | 2014年5月25日   | ディズニーXD                              |
| アベンジャーズ・アッセンブル Avengers Assemble                                    | 2        | 26話 | 2014年9月28日   | 2015年9月20日   | ディズニーXD                              |
| アベンジャーズ・アッセンブル Avengers Assemble                                    | 3        | 26話 | 2016年3月13日   | 2017年1月28日   | ディズニーXD                              |
| アベンジャーズ・アッセンブル Avengers Assemble                                    | 4        | 26話 | 2017年6月17日   | 2018年3月11日   | ディズニーXD                              |
| アベンジャーズ・アッセンブル Avengers Assemble                                    | 5        | 23話 | 2018年9月23日   | 2019年2月24日   | ディズニーXD                              |
| ハルク: スマッシュ・ヒーローズ Hulk and the Agents of S.M.A.S.H.                  | 1        | 26話 | 2013年8月11日   | 2014年12月3日   | ディズニーXD                              |
| ハルク: スマッシュ・ヒーローズ Hulk and the Agents of S.M.A.S.H.                  | 2        | 26話 | 2014年10月12日  | 2015年6月28日   | ディズニーXD                              |
| ガーディアンズ・オブ・ギャラクシー Guardians of the Galaxy                        | 1        | 27話 | 2015年9月5日    | 2016年12月17日  | ディズニーXD                              |
| ガーディアンズ・オブ・ギャラクシー Guardians of the Galaxy                        | 2        | 26話 | 2017年3月11日   | 2017年12月3日   | ディズニーXD                              |
| ガーディアンズ・オブ・ギャラクシー Guardians of the Galaxy                        | 3        | 26話 | 2018年3月18日   | 2019年6月9日    | ディズニーXD                              |
| アントマン Marvel Ant-Man                                                         | 1        | 6話  | 2017年6月10日   | 2017年6月11日   | ディズニーXD                              |
| マーベル フューチャー・アベンジャーズ                                             | 1        | 26話 | 2017年7月22日   | 2018年1月20日   | Dlife                                     |
| マーベル フューチャー・アベンジャーズ                                             | 2        | 13話 | 2018年7月30日   | 2018年10月22日  | Dlife                                     |
| スパイダーマン Marvel's Spider-Man                                                | Origin   | 6話  | 2017年7月24日   | 2017年7月29日   | ディズニーXD                              |
| スパイダーマン Marvel's Spider-Man                                                | 1        | 26話 | 2017年8月19日   | 2018年2月18日   | ディズニーXD                              |
| スパイダーマン Marvel's Spider-Man                                                | 2        | 26話 | 2018年6月18日   | 2019年12月1日   | ディズニーXD                              |
| スパイダーマン Marvel's Spider-Man                                                | 3        | 6話  | 2020年4月19日   | 2020年10月25日  | ディズニーXD                              |
| おしえて!スパイダーマン Super Hero Adventures                                     | 1        | 10話 | 2017年10月13日  | 2017年12月1日   | ディズニー・チャンネル                    |
| おしえて!スパイダーマン Super Hero Adventures                                     | 2        | 10話 | 2018年10月26日  | 2019年2月6日    | ディズニー・チャンネル                    |
| おしえて!スパイダーマン Super Hero Adventures                                     | 3        | 10話 | 2019年4月1日    | 2019年9月6日    | ディズニー・チャンネル                    |
| おしえて!スパイダーマン Super Hero Adventures                                     | 4        | 10話 | 2020年4月6日    | 2020年9月17日   | ディズニー・チャンネル                    |
| おしえて!スパイダーマン Super Hero Adventures                                     | Special  | 10話 | 2019年2月27日   | 2019年7月7日    | ディズニー・チャンネル                    |
| Marvel's M.O.D.O.K. M.O.D.O.K.                                                    | 1        | 10話 | 2021年5月21日   | 2021年5月21日   | Hulu Disney+                              |
| よろしく!スパイディとすごいなかまたち Meet Spidey and His Amazing Friends         | 1        | 11話 | 2021年6月21日   | 2021年7月12日   | ディズニー・チャンネル ディズニージュニア |
| よろしく!スパイディとすごいなかまたち Meet Spidey and His Amazing Friends         | 2        | 11話 | 2022年7月18日   | 2022年7月23日   | ディズニー・チャンネル ディズニージュニア |
| よろしく!スパイディとすごいなかまたち Meet Spidey and His Amazing Friends         | 3        | 11話 | 2022年11月6日   | 2024年6月21日   | ディズニー・チャンネル ディズニージュニア |
| ホワット・イフ...？ What If...?                                                   | 1        | 9話  | 2021年8月6日    | 2021年10月6日   | Disney+                                   |
| ホワット・イフ...？ What If...?                                                   | 2        | 9話  | 2023年12月22日  | 2023年12月30日  | Disney+                                   |
| ホワット・イフ...？ What If...?                                                   | 3        | 8話  | 2024年12月22日  | 2024年12月29日  | Disney+                                   |
| スパイディとすごいなかまたち Spidey and His Amazing Friends                       | 1        | 25話 | 2021年8月6日    | 2022年7月8日    | ディズニージュニア                        |
| スパイディとすごいなかまたち Spidey and His Amazing Friends                       | 2        | 29話 | 2022年8月19日   | 2023年11月10日  | ディズニージュニア                        |
| スパイディとすごいなかまたち Spidey and His Amazing Friends                       | 3        | 25話 | 2024年1月8日    | 2024年12月3日   | ディズニージュニア                        |
| マーベル ヒット・モンキー Hit-Monkey                                              | 1        | 10話 | 2021年11月17日  | 2021年11月17日  | Hulu Disney+                              |
| マーベル ヒット・モンキー Hit-Monkey                                              | 2        | 10話 | 2024年7月15日   | 2024年7月15日   | Hulu Disney+                              |
| アイ・アム・グルート I Am Groot                                                   | 1        | 5話  | 2022年8月10日   | 2022年8月10日   | Disney+                                   |
| アイ・アム・グルート I Am Groot                                                   | 2        | 5話  | 2023年9月6日    | 2023年9月6日    | Disney+                                   |
| ムーンガール&デビル・ダイナソー Moon Girl and Devil Dinosaur                      | 1        | 16話 | 2023年2月10日   | 2023年5月6日    | ディズニー・チャンネル                    |
| ムーンガール&デビル・ダイナソー Moon Girl and Devil Dinosaur                      | 2        | 14話 | 2024年2月2日    | 2024年2月3日    | ディズニー・チャンネル                    |
| X-MEN '97 X-MEN' 97                                                               | 1        | 10話 | 2024年3月20日   | 2024年5月15日   | Disney+                                   |
| X-MEN '97 X-MEN' 97                                                               | 2        | 10話 | 2026年5月       | -               | Disney+                                   |
| X-MEN '97 X-MEN' 97                                                               | 3        | 10話 | -               | -               | Disney+                                   |
| スパイダーマン:フレンドリー・ネイバーフッド Your Friendly Neighborhood Spider-Man | 1        | -    | 2025年1月29日   | 2025年2月19日   | Disney+                                   |
| スパイダーマン:フレンドリー・ネイバーフッド Your Friendly Neighborhood Spider-Man | 2        | -    | 2026年11月      | -               | Disney+                                   |
| スパイダーマン:フレンドリー・ネイバーフッド Your Friendly Neighborhood Spider-Man | 3        | -    | -               | -               | Disney+                                   |
| アイズ・オブ・ワカンダ Eyes of Wakanda                                            | 1        | 4話  | 2025年8月1日    | 2025年8月1日    | Disney+                                   |
| アイアンマンとさいこうのなかまたち Iron Man and His Awesome Friends               | 1        | 10話 | 2025年8月11日   | 2025年8月22日   | ディズニージュニア                        |
| Marvel Zombies                                                                    | 1        | 4話  | 2025年9月24日   | 2025年9月24日   | Disney+                                   |

マーベル・インプリント
| 題名                             | シーズン                 | 話数                     | 配信日（米国）           | 配信日（米国）           | 配信局                   |
| 題名                             | シーズン                 | 話数                     | シーズン初回             | シーズン最終回           | 配信局                   |
| アイコン・コミックス原作         | アイコン・コミックス原作 | アイコン・コミックス原作 | アイコン・コミックス原作 | アイコン・コミックス原作 | アイコン・コミックス原作 |
| -------------------------------- | ------------------------ | ------------------------ | ------------------------ | ------------------------ | ------------------------ |
| スーパー・クルックス Supercrooks | 1                        | 13話                     | 2021年11月25日           | 2021年11月25日           | Netflix                  |

## マーベルキャラが出演するモバイルゲーム
- カードバトルゲーム
  - マーベル ウォー・オブ・ヒーローズ（2012年、DeNAとウォルト・ディズニー・ジャパン）
  - MARVEL Battle Lines（2018年、ネクソン）
- アクションゲーム（対戦アクションゲーム、アクションRPG含む）
  - Marvel Mighty Heroes（2015年、DeNA、日本未発表）
  - マーベル・フューチャーファイト（2015年、Netmarble）
  - マーベル スーパーウォー（2020年、NetEaseGames）
  - Marvel オールスターレルム（2020年、Kabam, Inc.）
  - マーベル・フューチャーレボリューション（2021年、Netmarble）
- パズルゲーム
  - マーベル ツムツム（2016年、mixi）

## マーベルキャラが出演するコンピュータゲーム
特に表記のない物はカプコン製。
- 対戦格闘ゲーム
  - X-MEN CHILDREN OF THE ATOM
  - マーヴル・スーパーヒーローズ
  - X-MEN VS. STREET FIGHTER
  - マーヴル・スーパーヒーローズ VS. ストリートファイター
  - MARVEL VS. CAPCOM CLASH OF SUPER HEROES
  - MARVEL VS. CAPCOM 2 NEW AGE OF HEROES
  - MARVEL VS. CAPCOM 3 Fate of Two Worlds
  - マーベル VS. カプコン:インフィニット
  - マーヴルコミックス・アヴェンジャーズ・イン・ギャラクティックストーム（データイースト）
- 横スクロール・アクションゲーム
  - X-MEN（コナミ）
  - The Punisher
  - Spider-Man（セガ）
  - マーヴルスーパーヒーローズ ウォーオブザジェム
  - キャプテンアメリカ・アンド・ジ・アベンジャーズ（データイースト）
  - アイアンマン/XOマノワー
  - MARVEL ULTIMATE ALLIANCE
  - MARVEL ULTIMATE ALLIANCE 3: The Black Order（任天堂）
- VRアクションゲーム
  - MARVEL Powers United VR（MARVEL、Oculus、Sanzaru Game）
- カード・シミュレーションRPG
  - マーベル ミッドナイト・サンズ（2K、Marvel Entertainment）

## 東映との提携
1977年6月、東映がアメリカの出版社・ケイデンス・パブリッシングとキャラクターに関するライセンス契約を結び、同社の事業部門である米コミックス誌界の大手、マーベル・コミックス・グループ（Marvel Comics Group、略称：MCG）が発行するコミック誌のキャラクター全ての劇画権、出版権などを獲得した。1978年5月15日に、東映本社で、マーベル・コミックス・グループと東映が業務提携すると発表され、マーベル・コミックスが所有するスパイダーマン、キャプテン・アメリカ、ファンタスティック4、ハルク等々多数の人気スーパーヒーロー・キャラクターの日本に於ける商品化、テレビ番組の制作、出版、遊園地及び劇場などでの実演等のマーチャンダイズを行い、東映が所有するマジンガーZ、ゲッターロボなどの人気キャラクターをマーベルを通してアメリカを始め世界各国に売り込む相互乗り入れ事業を行うと発表した。
1980年にマーベル・コミックス・グループがフィルム業界進出を狙い新たに「マーベル・プロダクション（Marvel Productions）」を設立したため、東映は業務提携を強化することになり、同年7月10日、東映本社で、同グループ社長・ジェームス・ゴードン、岡田茂東映社長、今田智憲東映動画社長による共同記者会見を行い、同社と出版、キャラクター商品などの提携の他、この提携で両社は共同でテレビ、劇場用アニメーションの企画・製作・販売を強化するとし、製作に関しては岡田社長が「世界的に評価の高い東映動画が一手に引き受ける契約をした」と話した。販売に関してはアメリカの三大ネットワークを始め、双方のルートを通じて、アメリカはマーベル、日本及び東南アジアは東映で、ヨーロッパは共同で世界のマーケットへ進出を企図した。
こうした提携を受け、1978年から1981年にかけて、『スパイダーマン』の実写化（スパイダーマン）やスーパー戦隊シリーズなどの作品に携わった。スタン・リーは東映の『スパイダーマン』を絶賛している。1980年には、マーベルの怪奇コミックス「The Tomb of Dracula」を原作として東映動画が制作したテレビアニメ特番『闇の帝王 吸血鬼ドラキュラ』が放送されている。一方、米国においてはマーベル・コミックスが『惑星ロボ ダンガードA』、『超電磁ロボ コン・バトラーV』などの主役ロボットが宇宙で活躍するコミックス『ショーグン・ウォリアーズ（Shogun Warriors）』を刊行している。
当時のほとんどの作品には「©（テレビ局名）・MCG・東映」と著作権表記されていたが、現在では版権切れに伴って表記が消えている。
この提携契約終了後はほとんど縁がなかったマーベルと東映だが、2014年から放送開始となるマーベルの日本ローカライズアニメ作品『ディスク・ウォーズ:アベンジャーズ』は東映アニメーションが制作することになった。

### MCG提携による東映作品
- スパイダーマン（1978年、東京12チャンネル）
- バトルフィーバーJ（1979年、テレビ朝日系）
- 電子戦隊デンジマン（1980年、テレビ朝日系）
- 闇の帝王 吸血鬼ドラキュラ（1980年8月19日、テレビ朝日系）
- 太陽戦隊サンバルカン（1981年、テレビ朝日系）

### MARVEL提携による東映アニメーション作品
- ディスク・ウォーズ:アベンジャーズ（2014年、テレビ東京系）

## マーベル75年の軌跡 コミックからカルチャーへ！
『マーベル75年の軌跡 コミックからカルチャーへ！』（原題：MARVEL75YEARS FROM PULP TO POP!）は、アメリカ合衆国のドキュメンタリー作品。マーベル誕生75周年を記念して制作された。映画『キャプテン・アメリカ/ウィンター・ソルジャー』にシャロン・カーター / ケイト / エージェント13役で出演したエミリー・ヴァンキャンプによるホストのもと、マーベル関係者へのインタビューを通じて歴史をたどっていく。
日本では映画『アベンジャーズ/エイジ・オブ・ウルトロン』の日本公開を記念し、『アベンジャーズ/エイジ・オブ・ウルトロン公開記念 マーベル75年の軌跡 コミックからカルチャーへ！』のタイトルでDlifeにて2015年7月5日 22:00 - 23:00（JST）に放送された。ヴァンキャンプの声は御沓優子によって日本語に吹き替えられ、関係者の部分は字幕放送となっている。

## 円谷プロダクションとのコラボレーション
2019年11月23日、マーベルが2020年にウルトラマンの新作コミックを出版することが、東京コミコン2019にてマーベル・コミックス編集長のC・B・セブルスキーと円谷プロダクション代表取締役会長兼CEOの塚越隆行により、発表された。昭和第1期ウルトラシリーズを、マーベルが新たなアートとストーリーで描く。
2020年2月29日、新作コミック『THE RISE OF ULTRAMAN』（ザ・ライズ・オブ・ウルトラマン）のカバーイラストが、セブルスキーによって披露された。同年後半にアメリカで出版予定の第1巻は、カイル・ヒギンズとマット・グルームが脚本、フランチェスコ・マンナが作画をそれぞれ担当する。全5巻を予定しており、6月17日にはアレックス・ロスによる第1巻のカバーアートが公開された。
2024年7月26日、新作コミック『Ultraman x Avengers』（ウルトラマン×アベンジャーズ、MARVELコミックス出版）と『ウルトラマン アロング・ケイム・ア・スパイダーマン』（ULTRAMAN: Along Came a SPIDER-MAN, 小学館コロコロコミック）を、同年8月14日に日米同時発売することが発表された。前者はシナリオをカイル・ヒギンズとマット・グルーム、作画をフランチェスコ・マナ（フランチェスコ・マンナ）が担当し、後者はシナリオを松本しげのぶ、作画を緋呂河ともがそれぞれ担当する。